# Біогеографія
Біогеогра́фія — наука, що вивчає закономірності географічного поширення тварин і рослин та їхніх угруповань, а також характер фауни і флори окремих територій. Біогеографія поділяється на зоогеографію (географію тварин) та фітогеографію (географію рослин).
Наразі біогеографія зайняла місце на межі біологічних і географічних наук і швидко розвивається, задовольняючи потреби практики, що не можуть бути вирішені без її участі. Вона розглядає закономірності зв'язків угруповань і організмів, що вони утворюють з оточуючим середовищем у різних географічних умовах.

## Історія розвитку біогеографії
Біогеографія як наука на перехресті інших наук має свої особливості розвитку. М. О. Мензбір розділив історію біогеографії на чотири періоди:
- сліпа віра в істину біблійних догм про виникнення світу;
- панування теорії катастроф;
- відмова від теорії катастроф;
- перемога дарвінізму.

Американський вчений Стюарт в першій половині XX століття розділив історію біогеографії на три періоди:
- Діяльність Карла Ліннея та його «Система природи» у XVIII столітті.
- Створення еволюційного вчення Дарвіна XIX століття.
- Перевідкритя закони генетики на початку XX століття.

Воронов А. Г. поглибив і розширив періодизацію розвитку біогеографії виділивши 6 періодів:
- Період уривкових відомостей, який тривав до початку XVI століття.
- Період нагромадження флористичних і фауністичних даних при пануванні релігійних уявлень щодо створення світу (початок XVI — кінець XVIII століття).
- Створення узагальнюючих ботаніко- і зоогеографічних робіт при пануванні теорії катастроф (кінець XVIII — середина XIX століття).
- Період бурхливого росту біогеографічних, ботаніко-географічних, зоогеографічних та екологічних досліджень і виникнення біоценології на основі теорії Дарвіна (друга половина XIX століття).
- Період розробки вчення про рослинні угруповання, дальшого бурхливого розвитку екологічного та історичного напрямків ботанічної географії і зоогеографії.
- Розвиток єдиної науки — біогеографії.

### Період уривкових відомостей
Перший період характеризується небагатими відомостями про рослинний та тваринний світ. Кількість відомих видів рослин і тварин була зовсім незначна: в працях Гомера (між ХІІ — VIII ст. до н. е.) згадувалось 63 види рослин, в працях Гіппократа — 236, Феофраста — 500. Перші ідеї фітогеографії зародилися ще у Стародавній Греції. Вже в працях Феофраста, учня Аристотеля і «батька» ботаніки", присвячених рослинам, знаходимо вказівки про їх поширення. Феофраст порівнював рослини різних країн, відзначав зміни в характері рослинного покриву, причому не лише в горизонтальному напрямку, а й у вертикальному, пов'язуючи ці явища з різницею кліматичних умов. Він навіть намагався виділити окремі фітогеографічні зони і вказати рослини характерні для кожної з них. Так Феофрастом було відзначено своєрідність мангрової рослинності, рослинності гір, долин тощо. Але фітогеографічні ідеї Феофраста не набули дальшого розвитку ні у вчених Стародавнього Риму, ні Середньовіччя. Феофраст ділив рослини на сухопутні і вологолюбні, на трави, кущі, древа. Дослідник написав 4 книги «Дослідження рослин».
Страбон описав рослини і тварини у 17-ти томах своїх праць.
Значно збагатили відомості про рослинний і тваринний світ Землі завойовницькі походи Олександра Македонського (VI ст. до н. е.) і римлян (III — IV ст. до н. е.).
Кінець цього періоду характеризується збагаченням відомостей про рослинний і тваринний світ завдяки походам Марко Поло.

### Період нагромадження флористичних і фауністичних даних
Другий період характеризується розвитком капіталізму, розширенням зв'язків між країнами, материками.
Нові цікаві види рослин і тварин були знайдені завдяки пошукам нового шляху в Індію.
Поширювалася зацікавленість до вивчення природи своїх країн. В цей же час з'являються ботанічні сади в 1533 р. у Венеції, у 1525 р. в Падуї, в 1544 р. у Пізі. Створюються перші гербарії із зображеннями та описами рослин. Багато екзотичних тварин поповлюють колекції зоопарків.
У XVIII столітті шведським вченим К. Ліннеєм була написана «Система природи» яка відіграла важливу роль в розвитку біологічних наук. Ним була запроваджена система таксономічних одиниць: клас, родина, порядок, рід, вид. Пізніше Ж. Кюв'є додав категорію «тип». К. Лінней ввів подвійну назву рослин і тварин, так звану бінарну номенклатуру, описав значну кількість нових видів рослин і тварин.
Це була епоха бурхливого розвитку систематики тварин і рослин, період нагромадження інформації про флору і фауну. Внаслідок систематизації флори і фауни різних регіонів (вологих тропічних лісів, тундри тощо) постало питання про причини різноманітності рослинного і тваринного світу по земній кулі. Справжньому розвитку науки заважав біблійний міф про створення світу. К. Лінней намагаючись поєднати наукові і біблійні знання так пояснював різноманітність рослинного і тваринного світу Землі: тварини і рослини були створені на схилах великої гори, на одному з тропічних островів. Полярні види поселялися вище до вершини, види помірних широт — в середній частині схилу, а тропічні — біля підніжжя гори. Цей острів був центром творення живих організмів, з усіх сторін омивався морем, коли море відступило, то рослини і тварини одержали можливість розселення в ті райони, де вони живуть зараз.
Наприкінці XVIII століття в Росії було проведено дуже багато експедицій щодо вивчення природи. Так І. І. Лепьохін у 1774 р. вказував на залежність поширення рослин від різних кліматичних умов Землі, відмічав особливості рослинних ландшафтів пустель, тропіків, північних і помірних широт. Він же помітив і подібність між північними і високогірними рослинами.
У працях П. Палласа «Flora Possica» (1842—1853 р. р.), Гмеліна Й. Ф. «Flora sibirica» (1747—1759 р. р.), С. Крашеніннікова «Описание земли Камчатки» та інших виданнях ботаніків знаходимо не лише опис рослин різних територій, а й відомості про поширення цих рослин і причини, зумовлюють ці межі на рівнині і в горах, на півночі і на півдні.
Німецький вчений К. Л. Вільденов — вчитель А. Гумбольдта у своїй праці «Основи ботаніки» (1792 р.), розглядаючи деякі питання поширення рослин, відмічає вплив клімату на цей процес. Він припускав, що деякі материки і острови, роз'єднані в наш час в минулі геологічні періоди становили єдиний материк.
Основні напрями географії рослин — флористичний, екологічний, історичний були закладені в працях багатьох вчених.

### Створення узагальнюючих ботаніко- і зоогеографічних робіт
Найбільшим вченим цього періоду був О. Гумбольдт. Завдяки своїм подорожам по Європі, Південній Америці, (де він пробув 5 років), Азії (Уралу, Сибіру, Алтаю, Каспійському морю) мав можливість особисто познайомитися з особливостями рослинного світу різних частин земної кулі.
Ботаніко-географічні ідеї О. Гумбольдта визначили напрям досліджень багатьох видатних вчених протягом XIX століття. Засновник нової науки розподіляв рослинний покрив Землі на області відповідно до гірських поясів і широтних зон Земної кулі. Він виділив 8 поясів: екваторіальний, тропічний, підтропічний, помірний, підарктичний, арктичний, полярний, приполярний. В основу цього виділення було покладено кліматичні фактори, (температурні умови). Дослідник ввів термін «асоціації» розуміючи під ним рослинні угруповання. Також він відзначав, що система поясів рослинності має різну будову в горах жаркого, помірного і холодного кліматів.
Вчений висунув думку про існування центрів походження культурних рослин. Аналіз флори різних країн поклав початок флористичній ботанічній географії. А уявлення про те, що зовнішній вигляд рослин є виразом фізико-географічних умов території, де рослина знаходиться, лягли в основу науки про рослинну угруповання — фітоценології.
Визначними дослідниками в галузі ботанічної географії були Альфонс і Огюстен Пірам Декандолі. А. Декандоль належить визначення двох найважливіших понять фітогеографії — місцезростання і місцезнаходження.
Під місцезростанням розуміється сукупність природних умов місцевості, в яких зростає певний вид рослин; під місцезнаходженням розуміють географічні умови за яких він може зростати. А. Декандоль намагався класифікувати рослини за місцезростанням, виділяючи на основі цього принципу 16 класів рослин: морські, лучні, пасовищні, культурні, рослини скель, лісів тощо. Флору Земної кулі А. Декандоль розділив на 20 областей виходячи з комплексу факторів, що діють на поширення рослин (моря, гори, пустелі, температурні умови): Арктична, Європейська, Сибірська, Середземноморська, Індія, Австралія. А. Декандоль основним завданням фітогеографії вважав вивчення причин і законів розселення рослин на земній поверхні і намагався встановити залежність цього процесу від умов зовнішнього середовища в сучасному і геологічному минулому Землі. Сучасні причини, що впливають на поширення рослин за Декандолем — це різні зовнішні фактори: температура, світло, ґрунти, волога, особливості будови плодів, насіння, вплив діяльності людини. До історичних причин, що зумовили поширення рослин А. Декандоль відніс обриси материків у минулі геологічні епохи, кліматичні умови того часу і відносну давність існування самих видів рослин.
У Росії в 30-50-х роках XIX століття з'являються роботи фітогеографічного напряму — М. С. Турчанінова, К. Ф. Ледебура. Ледебур у роботі «Флора Росії» поділяє всю територію Росії на 16 областей, характеризуючи кожну область на основі статистичної обробки флори.
Дальшого розвитку географія рослин набула у працях вчених різних країн. Данський ботанік Скоу у 1822 році опублікував працю «Основи загальної географії рослин», в якій узагальнив дані, одержані дослідниками різних країн. Основну увагу він приділив двом напрямам географії рослин — флористичному та екологічному. В основу поділу рослинного поділу Землі Скоу поклав статистичну обробку флор. Поверхню земної кулі він розділив на 25 фітогеографічних областей. В основу свого поділу Скоу поклав ендемічні і панівні види.
В області зоогеографії велику роль відіграли праці Е. Ціммермана, в яких автор піднімає питання про існування окремих для кожного виду тварин центрів походження, вказує на значення розта-шування в минулому материків і океанів для сучасного поширення тварин. Він став розрізняти дві науки: зоологічну географію — що розглядає тваринний світ окремих областей і географічну зоологію, що вивчає географічне поширення видів і інших таксонів тварин.
Деякі автори, наприклад Бобринський Н. А., вважали, що географічна зоологія належить до географічних наук, а зоологічна географія до біологічних.
Були спроби розділити земну кулю на зоогеографічні регіони. Л. Шмарда в своїй праці поділив сушу на 21, а моря на 10 «царств». Деякі з цих царств і зараз є зоогеографічними областями і провінціями.
Історичний напрямок в зоологічній (ботанічній) географії яскраво проявився в дослідженнях Е. Форбса (1846 р.), які присвячені походженню флори і фауни Британських островів, її подібності до континентальної флори і фауни Європи. Цю схожість автор пояснював існуванням зв'язків між островами і континентом в геологічному минулому.
Засновником екології можна вважати К. Ф. Рульє. Він склав програму класифікацію факторів середовища і дав характеристику способів життя тварин.
Учень К. Ф. Рульє Н. А. Северцов, створив першу екологічну монографію «Периодические явления в жизни зверей, птиц и гад Воронежской губернии» (1855). В цій праці приводились численні відомості про вплив екологічних факторів на розміщення тварин.
Цей період характеризується пануванням теорії катастроф, розробленої французьким зоологом Ж. Кюв'є. Згідно з цією теорією в результаті багатьох катастроф на земній поверхні тварини і рослини гинули і потім нові види створювались Богом. Ця теорія повинна була пояснити поступову зміну видового складу органічного світу різних геологічних епох.
Отже, до середини 19 століття, до часу виникнення еволюційного вчення Ч. Дарвіна, розвинулись основні напрями ботанічної географії і зоогеографії, намітилась різка диференціація цих двох гілок біогеографії.

### Період бурхливого росту біогеографічних, ботаніко-географічних, зоогеографічних та екологічних досліджень
Праця Ч. Дарвіна «Походження видів шляхом природного добору» (1859 р.) зробила переворот у всій біологічній науці, в тому числі у ботанічній географії і в зоогеографії.
В основі біогеографічних уявлень Ч. Дарвіна лежить думка про те, що кожен вид виник в якій-небудь одній області і при сприятливих умовах почав з неї переселятися поки не зустрів перешкод на шляху свого розселення. Тому існування кожного виду неперервне в часі. Вид який коли-небудь зник, не з'являється на Землі знову.
Неперервним повинно бути існування виду в просторі. У тих випадках, коли неперервність порушена, причиною цього може бути або випадковість поширення, або вимирання виду в частині області поширення, або поширення при умовах, що відрізняються від сучасних. Тому й можна пояснити існування одних і тих видів рослин і тварин на материку в Європі і на Британських островах, що складали в геологічному минулому одне ціле. Зрозумілі і різкі відмінності у флорі і фауні екваторіальних лісів (Південної Америки, Африки, Індонезії). Ч. Дарвін розробив також питання про вплив дощових черв'яків на процеси ґрунтоутворення.
Теорія розвитку органічного світу, створена Ч. Дарвіном заставила по новому підійти до вирішення багатьох проблем, що вирішувалися раніше.
Велика увага була приділена вченим дослідженню взаємовідносин організмів і середовища. Встановлене Дарвіном перетворення видів шляхом природного добору по-новому поставило питання про значення середовища для процесу еволюції.
Тому екологія (наука про взаємозв'язки організмів і середовища) і біоценологія (наука про угруповання) в роботах Ч. Дарвіна отримала сучасну основу для свого розвитку.
Серед визначних фітогеографічних робіт цього періоду слід назвати праці А. Гризебаха, Є. Вармінга, А. Шимпера, А. Енглера, А. М. Бекетова, А. М. Краснова
У праці «Рослинність земної кулі» А. Гризебах розглядав характер флори земної кулі залежно від клімату, морів, пустель, гір, що впливають на поширення рослин. Вчений поділив флору Землі на 24 фітогеографічні області, які в багатьох випадках збіглися з областями (царствами) Скоу, попри те, що при встановленні цих областей Гризебах опирався на кліматичні умови, а не на ендемізм як Скоу. Ця праця не втратила свого значення і тепер.
Є. Вармінг у класичній праці «Екологічна географія рослин» стверджував, що умови зростання — клімат, ґрунти тощо — впливають як формуючий фактор на рослини. Вплив зовнішніх умов визначає не лише зовнішню форму рослини, а й внутрішні анатомічні особливості будови. Він поділяв рослинний світ Землі на 4 типи: гідрофіти, ксерофіти, мезофіти, галофіти. Ці основні типи Вармінг підрозділяв на окремі групи, описував морфологію, анатомію, пристосування рослин до умов існування.
У праці німецького вченого А. Шимпера «Географія рослин на фізіологічній основі» поряд із поділом рослинності земної кулі на ботаніко-географічні області, розв'язував й інші завдання фіто-географії, пов'язуючи характер рослинності з фізіологічними процесами в різних її типах. Вчений поділив рослинний світ земної кулі на 5 типів: тропічний, полярний, арктичний, гірський і водний.
Важливу роль у розвитку історичного напряму фітогеографії відіграла праця А. Енглера «Опыт истории растительности мира с третичного периода». Енглер зробив спробу відновити картину розвитку сучасних флор з флорою третинного періоду. Рослинний світ Землі ним було поділено на 4 царства: палеоарктичне, палеотропічне, неотропічне і давньоокеанічне. Для кожного з цих царств він відтворив картину розвитку флори від третинного періоду до сучасності. Царства він поділив на природні ботаніко-географічні області, які переважно збігалися з областями, що виділив Гризебах. Поряд із застосуванням історичного методу Енглер використав метод географічного поширення (ареалів) видів і родів рослин для з'ясування їх споріднених зв'язків, який почав застосовувати у систематиці рослин.
Значний внесок у розвиток фітогеографії в 2-й половині 19 століття зробили російські вчені. І. Г. Борщов у праці «Матеріали для ботанічної географії Арало-Каспійського краю» розглядає рослин-ність в тісному зв'язку з кліматом і ґрунтами. Приведені І. Г. Борщовим зображення ареалів — областей розповсюдження окремих видів рослин — є однією із перших спроб ботаніко-географічного картографування.
Засновником і головою російської фітогеографічної школи був видатний учений А. М. Бекетов. У своїй праці «Географія рослин» (1896 р.) він узагальнив і розвинув передові думки про закономірності розповсюдження рослин і поширення флор земної кулі. Походження сучасних флор А. М. Бекетов пов'язував як з історичними, так і з сучасними принципами, включаючи зміни клімату, зміни в розподілі суші і морів, гірських масивів, взаємовплив організмів. До сучасних причин він відносив діяльність людини. Перший вказував на значення фізіологічних досліджень у вивченні екології рослин, запропонував програму досліджень у цій галузі і розробив еколого-фізіологічну класифікацію рослин.
Праці А. М. Краснова учня А. М. Бекетова мали велике значення для історичної фітогеографії: він розвивав оригінальні загальнобіологічні теорії про походження сучасних флор. Сучасний рослинний покрив А. М. Краснов розглядав як результат повільного відмирання і переродження тропічної і субтропічної флори мезозою періоду під впливом зміни кліматичних умов, геологічних причин і характеру ґрунтів.
Д. І. Литвинов (1854—1929 рр.), вивчаючи питання еволюції різних типів рослинності Євразійської частини Росії висунув так звану реліктову гіпотезу, що відіграла значну роль у розвитку фітогеографії. Він показав, що ряд рослин у сучасній флорі є реліктами, тобто залишками рослинності попередніх геологічних епох, що збереглися до наших днів.
У 1903 році Г. І. Танфільєв опублікував підсумковий нарис рослинності Росії з картою масштабу 1:25000000, яку можна вважати першою російською геоботанічною картою.
Доцільно згадати і про праці О. Друде в яких ідеться про необхідність використання статистичного методу дослідження під яким розуміється вивчення флори, її історії в порівнянні з кліматичним методом. Як зазначається в його працях рослинний світ — це відображення фізико-географічних умов території.
У цей період бурхливими темпами розвивається і зоогеографія. На основі використання статистичного методу П. Л. Склетер розробив систему зоогеографічних областей, яка з деякими змінами використовується сучасними зоогеографами. Система фауністичних одиниць базувалась на поширенні птахів.
У 1868 році Т. Гекслі запропонував ввести у зоогеографічне районування суші еволюційний принцип. Система фауністичного розчленування суші повинна віддзеркалювати розташування основних центрів розвитку класів тварин, а саме ссавців. На основі цього принципу Р. Лідеккер виділив (1896 р.) три «геї» або царства:
- нотогея — центр розвитку сумчастих і однопрохідних;
- неогея — центр розвитку неповнозубих;
- арктогея — центр розвитку більшої частини вищих плацентарних ссавців.

Історичний напрям в зоогеографії мали класичні роботи А. Р. Уоллеса «Зоологічна географія Малайського архіпелагу», «Географія поширення тварин», «Острівне життя». Уоллес прийшов до ідей еволюції одночасно з Дарвіном і незалежно від нього, ввів термін «дарвінізм». Вчений будував свою теорію фауністичного районування на еволюційному вченні. Дослідник пов'язував матеріал по поширенню сучасних тварин з відомими на той час палеонтологічними відомостями. Уоллес був прихильником теорії постійності материків і глибоководних областей океану.
Екологічні принципи зоогеографічного районування суші розвивались в цей період М. О. Северцовим і його учнем М. О. Мензбіром. Мензбір поєднував екологічні та історичні підходи до фауністичного районування, доводив, що при фауністичному районуванні необхідно приймати за основу поширення не лише великих систематичних категорій (родини, ряди), але й види.
На відміну від зоогеографії суші зоогеографія Світового океану розвивалась значно повільніше. А. Е. Ортман зробив спробу районування на основі фізико-географічних факторів.
У цей період виникла наука про угруповання організмів — біоценологія. Термін «біоценологія» для найменування угруповань був запропонований К. Мебіусом, який у 1877 р. описав угруповання тваринних устричних банок.

### Період розробки вчення про рослинні угруповання
У цей період відбувається подальший розвиток екологічної та історичної ботанічної географії і зоогеографії, флористики і фауністики. Ботаніко- і зоогеографічний поділ суші і Світового океану досягає значного ступеня деталізації. З'являються праці присвячені характеристиці тваринного і рослинного світу різних областей Землі.
У 20-х роках в Московському університеті С. Г. Григор'євим читається курс біогеографії.
Розвиток теоретичної географії в працях В. В. Докучаєва, (присвячених вченню про зони природи) і Л. С. Берга, що розробив вчення про географічні ландшафти, привели до того, що ботанічна географія і зоогеографія все в більшій мірі включаються в коло географічних дисциплін, не втрачаючи одночасно зв'язку з біологічними дисциплінами.
Великими роботами в галузі зоогеографії були праці В. Г. Гептнера «Общая зоогеография» (1936 р.), Н. А. Бобринського Л. А. Зенкевича, Я. О. Бірштейна «География животных» (1946 р.) Н. А. Бобринського «География животных» (курс зоогеографії).
Із зарубіжних робіт, що були виконані в цей період потрібно відмітити праці С. Екмана «Зоогеографія моря», Р. Гессе «Зоогеографія на екологічній основі», Ф. Даля «Основи екологічної зоогеографії», а також Зоогеографічний атлас І. Г. Бартолом'ю, В. Є. Кларка та П. Г. Гримшоу (1911).
На увагу заслуговують роботи А. П. Ільїнського «Рослинність земної кулі», В. В. Альохіна «Географія рослин», Є. В. Вульфа «Введение в историческую географию растений».
Для цього періоду характерна боротьба між вченими, які вважали, що закономірності характерні для рослинних угруповань притаманні людям, та дослідниками, що вважали існування якісних відмінностей між біологічними науками до яких відноситься вчення про рослинні угруповання і соціальними, які вивчають людське суспільство.

### Розвиток єдиної біогеографії
Цей період розпочався з 60-х років XX століття. Він характеризується розвитком біогеографії як єдиної науки і встановленням загальнобіогеографічних закономірностей при розробці спеціальних ботаніко- і зоогеографічних проблем.
В цей час біогеографи залучаються до виконання Міжнародної біологічної програми, а згодом до програми «Людина і біосфера», яка включає розробку екологічних і біогеографічних проблем. Створюються і публікуються оригінальні книги з біогеографії. Російською мовою були видані «Биогеография (с основами биологии)» А. Г. Воронова в 1963 році, «Общая биогеография» П. Д. Ярошенко в 1975 році, книги П. П. Второва і М. М. Дроздова «Биогеография» і «Биогеография материков» в 1974 році. В 1976 році були перекладені на російську мову «Краткий курс биогеографии» опублікованої Ж. Леме в 1967 році під назвою «Основы биогеографии». Значний інтерес мала робота С. Матвеєва російською мовою «Биогеография Югославии». В ній не тільки охарактеризовано біогеографічні регіони цієї країни але й встановлено принципи виділення біогеографічних областей, підобластей і провінцій. В цей час продовжує розвиватися ботанічна географія та зоогеографія. З'являється велика кількість праць присвячена цим наукам. Доцільно згадати про «Зоогеографию» Ф. Дарлінгтона (1957 р., російський переклад 1966 р.), «Динамическую зоогеографию» М. Удварді (1969 р.), «Растительности земного шара» Г. Вальтера (1962 1968 рр., російський переклад 1968—1975 рр.).

## Правила біогеографії
- Правило Алена
- Правило Бергмана
- Правило Глогера